# オッテゲーベ (小惑星)
オッテゲーベ (670 Ottegebe) は小惑星帯に位置するS型小惑星。アウグスト・コプフがハイデルベルクのケーニッヒシュトゥール天文台で発見した。
ハルトマン・フォン・アウエの同名の詩を原作として、ゲアハルト・ハウプトマンによって戯曲化された『哀れなハインリヒ』の登場人物に因んで名付けられた。